# Gabrielzinho
Gabriel Geraldo dos Santos Araújo, também conhecido como Gabrielzinho (Santa Luzia, 16 de março de 2002), é um nadador paralímpico brasileiro. Atualmente defende a equipe do Praia Clube. Natural de Santa Luzia, ele foi criado em Corinto e radicado em Juiz de Fora.

## Biografia
Gabriel nasceu com focomelia, condição rara que causa membros encurtados. Ingressou no esporte ainda na escola, onde um professor de educação física, Aguilar Freitas, certa vez lhe perguntou se ele sabia nadar e inscreveu o garoto em uma competição escolar sem que ele ou sua mãe soubessem. Ele compareceu na competição e ganhou três medalhas de ouro, desde então não parou mais de nadar.
Nos Jogos Parapan-Americanos de 2019, em Lima, Gabrielzinho conquistou duas medalhas de ouro (50m livre e 100m livre), uma de prata (200m livre) e dois bronzes (50m costas e 50m borboleta), tendo batido os recordes brasileiros nas provas de 50m e 100m livres, além de bater seu próprio recorde mundial nos 50m borboleta.
Em sua participação nos Jogos Paralímpicos de Verão de 2020 em Tóquio, conquistou a medalha de prata na prova de 100 metros costas na classe S2 com um tempo de 2min02s47, tendo sido a primeira medalha do país na edição.

## Prêmios e Honrarias
Recebeu o reconhecimento da Assembleia Legislativa do Estado de Minas Gerais em 2019 por sua atuação nos Jogos Parapan-Americanos de 2019 em Lima.

## Curiosidade
O jovem nadador é apaixonado por futebol e torcedor do Cruzeiro Esporte Clube. Em 2017, aos 15 anos, Gabriel foi convidado a visitar a Toca da Raposa II, centro de treinamento de seu clube do coração, ele pôde acompanhar o treino da equipe e foi recebido pelos jogadores Léo, Henrique e Fábio, o goleiro é um dos grandes ídolos do atleta paralímpico.